# Смехораните
„Смехораните“ (на английски: Monchhichis) е американски анимационен сериал, базиран на едноименните играчки от японската компания Sekiguchi Corporation. Продуциран от Хана-Барбера, сериалът дебютира по Ей Би Си на 10 септември 1983 г. и свършва на 3 декември.

## В България
В България сериалът се е излъчвал по Диема Фемили с български дублаж. Ролите се озвучават от Ани Василева, Нина Гавазова, Николай Николов, Димитър Иванчев и Христо Узунов.